# Enterostatina

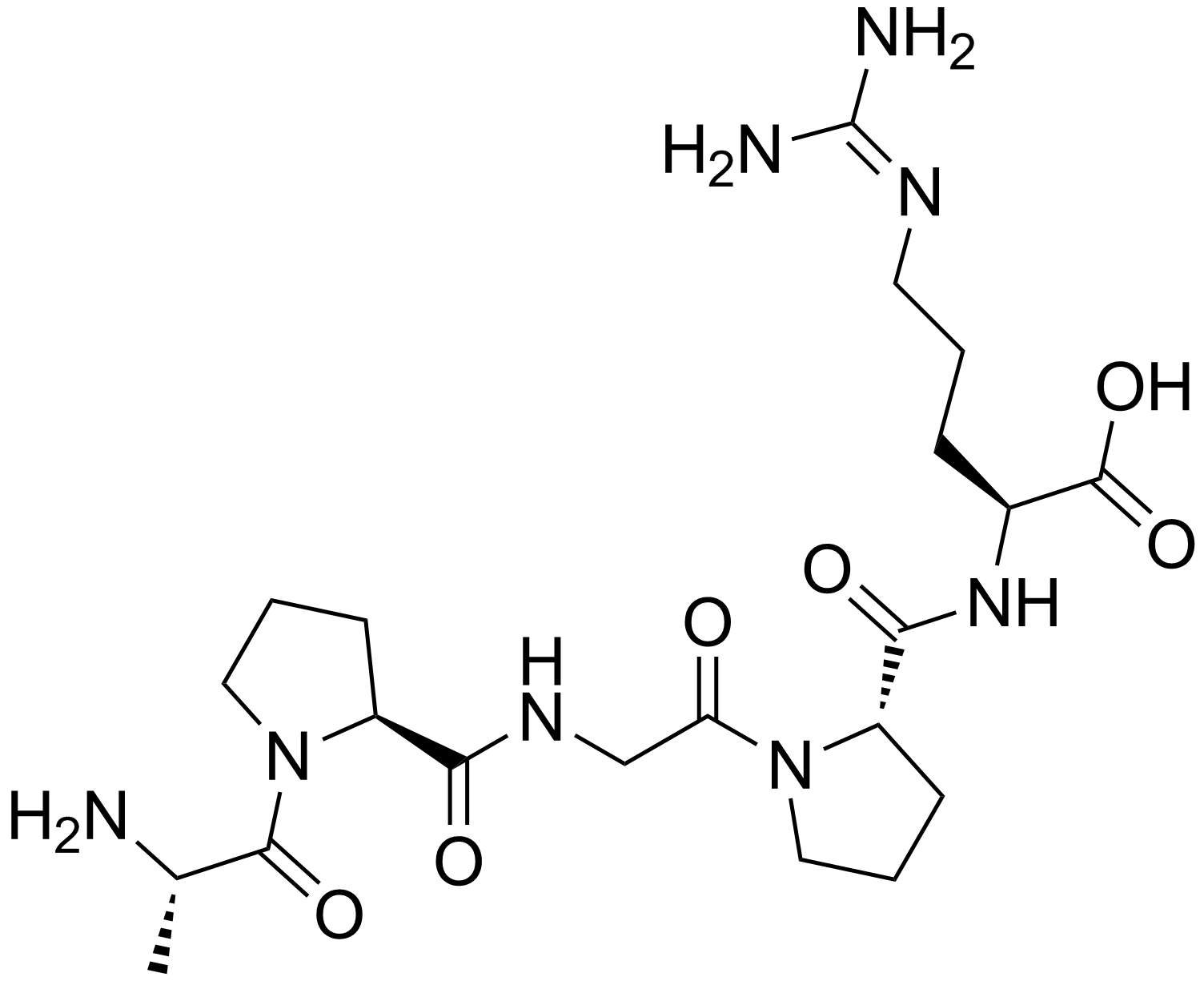
Estructura química de la enterostatina.

La enterostatina es un pentapéptido derivado de una proenzima presente en el tracto gastrointestinal llamada procolipasa. Esta enzima reduce la ingesta de alimentos, en particular el consumo de grasas, cuando se administra de manera periférica o en el cerebro.

## Función
La enterostatina es sintetizada en el intestino por la procolipasa pancreática, la otra colipasa sirve como un cofactor obligatorio para la lipasa pancreática durante la digestión de grasas. La enterostatina puede ser sintetizada en la mucosa gástrica y el epitelio de la mucosa en el intestino delgado. Un incremento alto de grasas en la dieta causará que la transcripción del gen de la procolipasa y enterostatina se liberen en el lumen gastrointestinal. La enterostatina aparece en la linfa y en la circulación después de comer. Se ha demostrado que la enterostatina reduce selectivamente la ingesta de grasa durante una comida normal. La prueba ha tenido éxito con diferentes especies de ratas.

## Vía de señalización
La vía de señalización del mecanismo periférico utiliza la vía aferente vagal a los centros hipotalámicos. Las respuestas centrales son mediadas a través de una vía incluyendo la serotoninérgica y los componentes opioidérgicos. Inveteradamente, la enterostatina reduce el consumo de grasas, el peso corporal y la grasa corporal. Esta reacción puede implicar múltiples efectos metabólicos a causa de la enterostatina, que incluyen una disminución en la secreción de insulina, un crecimiento en el impulso simpático para la grasa parda, y la estimulación de secreción de corticosteroides adrenales. Un posible papel fisiopatológico es indicado por estudios que han asociado bajo gasto de enterostatina y / o capacidad de respuesta, a razas de ratas que se hacen obesas y prefieren grasa dietética. Las personas con obesidad también presentan una menor secreción de procolipasa pancreática después de una comida de prueba, comparadas con personas de peso normal.

## Efectos
En los efectos se incluye una reducción en la secreción de insulina, un incremento en el impulso simpático hacia la grasa parda, y la estimulación de secreción del corticosteroide adrenal. En el último nivel, esto genera una sensación de saciedad en el estómago la cual podría ser la razón para tener un rol en la regulación del consumo de grasas y reducción del peso corporal. Para que la enterostatina sea utilizada se necesita la presencia de receptores CCK A. Estudios basados en ratas que carecían de estos receptores encontraron que son insensibles a la enterostatina.
Cuando a las ratas se les inyectaba una alta dosis de enterostatina en el cerebro, comenzaron a comer progresivamente menos en relación con el incremento de la dosis.: 969 
En ratas, la realización de experimentos sobre los efectos de la administración periférica o intracerebroventricular de enterostatina muestra que esta disminuye selectivamente el consumo de grasa.: 8 

## Pruebas médicas
Aunque exista como inmunoreactividad la enterostatina en la sangre, cerebro e intestino, y las enterostatinas exógenas disminuyen el apetito de grasa y la secreción de insulina en ratas; los roles de estos péptidos en la obesidad humana permanecen en la necesidad de ser examinados.